# 湯川宏
湯川 宏（ゆかわ ひろし、1918年3月9日 - 1986年9月26日）は、日本の政治家。衆議院議員（5 期）。

## 経歴
1918年、和歌山県海南市生まれ。和歌山県立和歌山中学校を経て第三高等学校文科甲類卒業。東京帝国大学法学部在学中、高等文官試験行政科試験に合格。大学卒業後、厚生省に入省した。1941年、海軍短期現役制度により海軍主計中尉に任官され南方各地を転戦。1946年に復員した。
1949年より大阪府に勤務し、1951年にフルブライト・プログラムおよびガリオア資金留学制度でシカゴ大学に留学。1960年に大阪府企業局長、1967年に大阪府副知事となり、1970年には日本万国博覧会準備事務局長を務める。1971年、同府知事の左藤義詮が落選した際には進退をともにするとして辞表を提出した。1975年の大阪府知事選に自由民主党の要請を受けて立候補したが、現職の黒田了一に敗れ落選した。
菅野和太郎の死去に伴い、1976年の第34回衆議院議員総選挙に旧大阪1区から自民党公認で立候補し当選。以降は中曽根派に所属して連続5期務める。1981年に鈴木改造内閣で経済企画政務次官に就任。また、1983年には第2次中曽根内閣で厚生政務次官を務めている。
1986年7月の第38回衆議院議員総選挙では病を押して立候補し5度目の当選を果たしたが、その後に病状が急変し同年9月26日、心不全のため慶應義塾大学病院で死去した。68歳没。同月30日、特旨を以て位を五級追陞され、死没日付をもって正四位勲二等に叙され、瑞宝章を追贈された。追悼演説は同年10月30日の衆議院本会議で、高校・東京帝国大学の同級生であり大東亜戦争でも海軍主計科士官として同じ戦地に赴いた永末英一が行った。なお、改選された第38回衆議院議員総選挙から3か月以内であったため、次点である大矢卓史が繰上当選となった。

## 訳書
- ハンス・J・モーゲンソー『世界政治と國家理性』（鈴木成高共訳、創文社、1954年）

## 元秘書
- 渡辺義彦（民主党衆議院議員）